# 1918 en Inde
Chronologie de l'Inde
- 1914
- 1915
- 1916
- 1917
- 1918
- 1919
- 1920
- 1921
- 1922

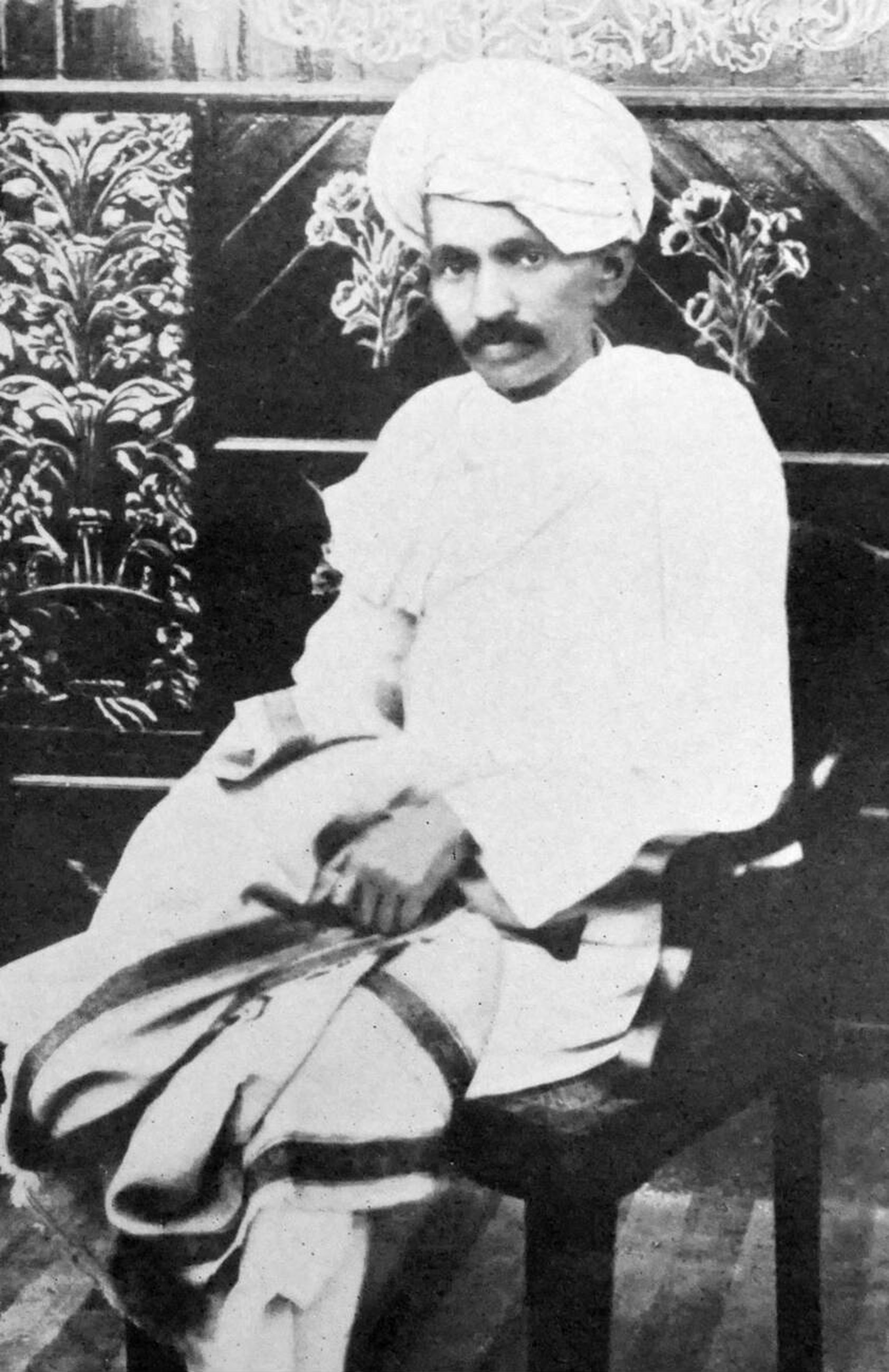
Ghandi quand il organise la Satyagraha dans le district de Kheda.

Cette page concerne les évènements survenus en 1918 en Inde  :

## Évènement
- Grippe espagnole en Inde (en) (1918-1920) (bilan estimé : 12 millions de morts, soit 5% de la population).
- 18 février-8 avril : Opérations contre les tribus Marri et Khetran (en), également appelé Expédition punitive de Marri, nom britannique d'une expédition punitive menée contre les tribus Marri et Khetran du Baloutchistan, en Inde britannique. Les Marri se soulèvent contre les autorités britanniques vers le 18 février, encouragés par des rumeurs selon lesquelles les Britanniques manquent de main-d'œuvre en raison de la Première Guerre mondiale. Les tentatives britanniques de conciliation sont repoussées et, le 20 février, une attaque majeure est menée par 1 000 à 3 000 Marri contre le poste britannique de Gumbaz. (bilan : 300 morts et 700 blessés)
- 22 mars-5 juin : Kheda Satyagraha (en) : est un mouvement de Satyagraha organisé dans le district de Kheda par Mohandas Karamchand Gandhi. Il s'agit d'une révolte majeure dans le mouvement d'indépendance de l'Inde et du deuxième mouvement Satyagraha après celui de Champaran. Gandhi organise ce mouvement pour soutenir les paysans.
- 17 septembre : Pillage de Kamuthi, une invasion de Kamuthi (en) par les Maravars (en) des villages voisins. Le pillage s'est terminé par l'abattage d'une cinquantaine d'émeutiers par la police et la mort de deux policiers.